# Brijest (Chorwacja)
Brijest – wieś w Chorwacji, w żupanii osijecko-barańskiej, w mieście Osijek. W 2011 roku liczyła 1187 mieszkańców.